# Roger Beuchat
Roger Beuchat   (Court, 2 de gener de 1972) fou un ciclista suís professional del 1998 al 2011. Entre les victòries més importants de la seva carrera destaca el Tour de Corea.

## Palmarès
- 2000[1]
  - Vencedor d'una etapa al Tour de Poitou-Charentes
  - Vencedor d'una etapa a la Volta a Hessen
- 2001[1]
  - 1r al Tour del Jura
- 2009[1]
  - 1r al Tour de Corea
  - 1r al Tour del Jura

### Resultats a la Volta a Espanya
- 1998. 99è de la classificació general[1]